# Radosław Tarasewicz
Radosław Tarasewicz – polski historyk, dr hab. nauk humanistycznych, adiunkt Instytutu Historii Wydziału Historii Uniwersytetu im. Adama Mickiewicza w Poznaniu.

## Życiorys
W 2002 ukończył studia historyczne na Uniwersytecie im. Adama Mickiewicza, 6 października 2008  obronił pracę doktorską Gospodarka hodowlana świątyni Ebabbar w Sippar w okresie nowobabilońskim i wczesnoperskim (626-482 p.n.e), 5 lutego 2019 habilitował się na podstawie pracy zatytułowanej Studia nad społeczeństwem i gospodarką Babilonii w wiekach od 7 do 5 przed Chrystusem.
Został zatrudniony na stanowisku adiunkta w Instytucie Historii na Wydziale Historii Uniwersytetu im. Adama Mickiewicza w Poznaniu.